# Йосеф, Яаков
Яаков Йосеф (ивр. יעקב יוסף‎; 18 октября 1946, Иерусалим — 12 апреля 2013, там же) — израильский раввин и политик, глава иерусалимской иешивы «Хазон-Яаков». Старший сын духовного лидера партии «ШАС» Овадьи Йосефа, Яаков некоторое время сам был функционером этой партии и представлял её в городском совете Иерусалима и кнессете, однако на почве углубляющегося идеологического конфликта с отцом покинул её и впоследствии неоднократно выступал с нападками на партию с правонационалистических позиций.

## Биография
Яаков Йосеф получил религиозное образование в иешивах «Порат-Йосеф» и «Коль ха-Тора», а затем в колеле при религиозном издательстве «Ха-Рав Кук», став после этого раввином.
В 1980-е годы с началом становления секторальной сефардской партии «ШАС», Яаков Йосеф представлял её интересы сначала в городском совете Иерусалима, а затем в кнессете 11-го созыва, где входил в комиссии по образованию и культуре и законодательству, а также в следственную комиссию кнессета по безопасности на дорогах в Израиле. В кнессете, однако, Яаков, занимавший в списке фракции «ШАС» третье место, был крайне малоактивен и перед следующими выборами не был включён в список партии.
В дальнейшем между отцом и сыном наметились личные и идеологические разногласия. Если Овадья Йосеф занимал относительно умеренную позицию в вопросе решения арабо-израильского конфликта и в 1970-е годы опубликовал галахическое постановление, поддерживающее принцип «территории в обмен на мир», то его старший сын в политическом спектре сдвинулся намного дальше вправо, заняв место среди наиболее националистически настроенных раввинов. Среди его галахических постановлений были:
- разрешение израильским солдатам не выполнять приказы об эвакуации поселений
- запрет евреям на предоставление работы и сдачу жилья в аренду арабам
- запрет солдатам-евреям принимать пищу, если не известно достоверно, что она не приготовлена их русскими и друзскими сослуживцами (это постановление в дальнейшем отменил его отец[4])
- и запрет на учёбу у учителей-гомосексуалов.

Будучи тесно связанным с движением «Хабад», Яаков Йосеф в 1998 году подписал постановление, объявляющее Машиахом рабби Менахема-Мендла Шнеерсона. Он был также известен поддержкой взглядов, изложенных в скандальной книге Ицхака Шапиры и Йосефа Элицура «Царский закон», согласно которым еврею разрешено убивать гоев — как взрослых, так и, в определённых обстоятельствах, детей.
В 2008 году Яаков Йосеф порвал всякие связи с «ШАСом», призвав к созданию новой партии, поскольку все действующие «утратили моральное право на существование» в связи с поддержкой мирного процесса, в ходе которого погибли сотни и были ранены тысячи израильтян. По его словам, партия «ШАС» не может утверждать, что на её руках нет крови. До этого, в начале 90-х годов, он обвинял членов кнессета от «ШАСа» Арье Дери и Рафаэля Пинхаси, приближённых к его отцу, в финансовых махинациях, в том числе подделке чеков. Разрыв с отцом достиг апогея, когда после смерти жены раввина Овадьи Яаков отсидел семидневный траур не в доме отца, а у себя дома. Тем не менее, несмотря на скандальные заявления, спорные решения и крайнюю политическую позицию, Яаков Йосеф продолжал оставаться галахическим авторитетом и возглавлял иерусалимскую иешиву «Хазон-Яаков»; он также был главным раввином ультрарелигиозного иерусалимского района Гиват-Моше.
Яаков Йосеф, долгое время страдавший от рака, скончался 12 апреля 2013 года в иерусалимской больнице «Хадасса Эйн-Карем». В его похоронной процессии участвовали десятки тысяч человек; к траурным речам и соболезнованиям присоединились премьер-министр Израиля Биньямин Нетаньяху, президент Израиля Шимон Перес и главный ашкеназский раввин Израиля Йона Мецгер. Его отец, раввин Овадья, пережил его на полгода.